# Comuna Nørre Djurs
Nørre Djurs (Nørre Djurs Kommune) a fost o comună din comitatul Århus Amt, Danemarca, care a existat între anii 1970-2006. Comuna avea o suprafață totală de 236,67 km² și o populație de 769 de locuitori (în 2003), iar din 2007 teritoriul său face parte din comuna Norddjurs.
1. ↑  Danske borgmestre 1970-2018 (PDF)